# سلول اولیه

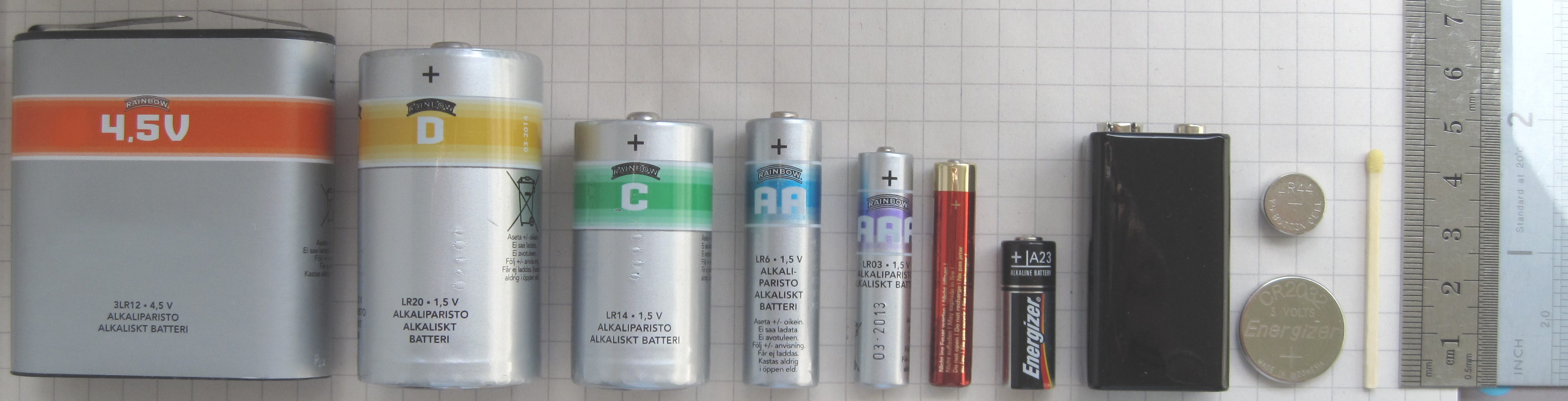
چند نمونه از باتری‌های غیر قابل شارژ

سلول‌های اولیه (به انگلیسی: Primary cell) دسته‌ای از سلول‌های گالوانی یا به عبارتی باتری‌ها هستند که در صنایع مختلف کاربرد دارند، نوعی از آنها که غیر قابل شارژ و از دست باتری های نوع اول است در باتری های دگمه ای کاربرد دار که غیر قابل شارژ مجدد هستند. همجنین نوعی دیگری از باتری های لیتیومی ووجود دارند که قابل شارژ مجدد هستند و در تلفن و لپتاپ و غیره کاربرد دارند. واکنش‌های الکتروشیمیایی که در این نوع از پیل‌ها انجام  می‌شود غیرقابل بازگشت هستند. باتری‌های خشک، جیوه‌ای و روی-کربن، نمونه‌هایی از این نوع باتری‌ها هستند.